# Carlo Cristiano di Sayn-Wittgenstein
Carlo Cristiano di Sayn-Wittgenstein (Wittgenstein, 31 ottobre 1773 – Borodino, 7 settembre 1812) è stato un nobile e militare tedesco.

## Biografia
Nato il 31 ottobre 1773, Carlo Cristiano era figlio del conte Federico Carlo di Sayn-Wittgenstein (1703-1786) e di sua moglie, Sofia Ferdinanda di Sayn-Wittgenstein (1741-1774). Intrapresa giovanissimo la carriera militare, riuscì a giungere sino al grado di tenente colonnello del 1º reggimento di cavalleggeri "conte Minucci" col quale, nelle file dell'esercito austriaco, prese parte alla campagna del 1809 al seguito del generale maggiore barone Johann Friedrich von Zandt e del generale Bernhard Erasmus von Deroy, combattendo l'11-12 aprile a Innsbruck, il 16 aprile a Brixner Klause, il 19 aprile ad Arnhofen, il 21 aprile a Landshut, il 22 aprile a Eckmuhl ed il 23 aprile a Ratisbona, guadagnandosi il 29 aprile il grado di colonnello. In quello stesso anno riprese i combattimenti nell'autunno battendosi il 3 ottobre a Oberalm, il 17 ottobre a Jettenberg ed il 18 ottobre a Weissbach.
All'inizio del 1812 venne nominato membro della 1ª brigata di cavalleria comandata del generale conte Curt Friedrich August von Seydewitz come parte del I corpo d'armata bavarese col quale prese parte alla campagna di Russia al fianco dei napoleonici. Qui combatté a Smolensk ed a Borodino, battaglia quest'ultima nella quale venne mortalmente ferito. Dopo la sua morte il suo reggimento venne guidato dal maggiore Carlo Augusto del Palatinato-Zweibrücken che però morì poco dopo, anch'egli ferito sul campo. Il pittore bavarese Albrecht Adam che presenziò alla battaglia, fece uno schizzo della scena della morte del conte di Sayn-Wittgenstein e riportò queste parole nel suo diario: "Tra le tante vittime di questo giorno, abbiamo rimpianto anche il conte di Wittgenstein, colonnello di uno dei reggimenti di cavalleria leggera bavarese. Nel pomeriggio fu colpito da una palla di cannone sparata dal ridotto e venne ferito a morte. Poco tempo dopo, morì come un eroe. Quella sera stessa, il suo reggimento aveva ancora solo trenta soldati e due ufficiali sul campo di battaglia. Tutti gli altri erano stati uccisi o feriti".

## Matrimonio e figli
Il 28 maggio 1808 sposò la contessa Casimira Maria del Palatinato-Zweibrücken (1787-1846), figlia di Cristiano del Palatinato-Zweibrücken (1752–1817), dalla quale ebbe due figli: 
- Cristiano (1809-1837)
- Gustavo (1811-1846)

## Antenati
|                                                |                                                   |                                                 | Genitori                                        |  |  | Nonni |  |  | Bisnonni                                       |  |  | Trisnonni                      |  |
|                                                |                                                   |                                                 |                                                 |  |  |       |  |  | Ludovico Alberto di Sayn-Wittgenstein-Neumagen |  |  | Guglielmo di Sayn-Wittgenstein |  |
|                                                |                                                   |                                                 |                                                 |  |  |       |  |  | Ludovico Alberto di Sayn-Wittgenstein-Neumagen |  |  | Guglielmo di Sayn-Wittgenstein |  |
|                                                |                                                   | Anna Ottilia di Nassau-Weilburg                 |                                                 |  |  |       |  |  | Ludovico Alberto di Sayn-Wittgenstein-Neumagen |  |  |                                |  |
| Carlo Ludovico di Sayn-Wittgenstein-Neumagen   |                                                   |                                                 |                                                 |  |  |       |  |  | Ludovico Alberto di Sayn-Wittgenstein-Neumagen |  |  |                                |  |
|                                                |                                                   | Giovannetta Maria di Wied                       | Ermanno II di Wied, conte di Wied               |  |  |       |  |  |                                                |  |  |                                |  |
|                                                |                                                   | Giovannetta Maria di Wied                       | Ermanno II di Wied, conte di Wied               |  |  |       |  |  |                                                |  |  |                                |  |
|                                                |                                                   | Giovannetta Maria di Wied                       | Giuliana Dorotea Elisabetta di Solms-Hohensolms |  |  |       |  |  |                                                |  |  |                                |  |
| Federico Carlo di Sayn-Wittgenstein            |                                                   | Giovannetta Maria di Wied                       |                                                 |  |  |       |  |  |                                                |  |  |                                |  |
|                                                |                                                   | Gustavo di Sayn-Wittgenstein-Hohenstein         | Giovanni di Sayn-Wittgenstein-Wittgenstein      |  |  |       |  |  |                                                |  |  |                                |  |
|                                                |                                                   | Gustavo di Sayn-Wittgenstein-Hohenstein         | Giovanni di Sayn-Wittgenstein-Wittgenstein      |  |  |       |  |  |                                                |  |  |                                |  |
|                                                |                                                   | Gustavo di Sayn-Wittgenstein-Hohenstein         | Anna Augusta di Waldeck-Eisenberg               |  |  |       |  |  |                                                |  |  |                                |  |
| Carlotta di Sayn-Wittgenstein-Hohenstein       |                                                   | Gustavo di Sayn-Wittgenstein-Hohenstein         |                                                 |  |  |       |  |  |                                                |  |  |                                |  |
|                                                |                                                   | Anne Helene de la Place                         | François de La Place, visconte di Machaut       |  |  |       |  |  |                                                |  |  |                                |  |
|                                                |                                                   | Anne Helene de la Place                         | François de La Place, visconte di Machaut       |  |  |       |  |  |                                                |  |  |                                |  |
|                                                |                                                   | Anne Helene de la Place                         | Anna Margareta van Brederode                    |  |  |       |  |  |                                                |  |  |                                |  |
| Carlo Cristiano di Sayn-Wittgenstein           |                                                   | Anne Helene de la Place                         |                                                 |  |  |       |  |  |                                                |  |  |                                |  |
|                                                | Ludovico Francesco di Sayn-Wittgenstein-Berleburg | Giorgio Wolfgang di Sayn-Wittgenstein-Berleburg |                                                 |  |  |       |  |  |                                                |  |  |                                |  |
|                                                | Ludovico Francesco di Sayn-Wittgenstein-Berleburg | Giorgio Wolfgang di Sayn-Wittgenstein-Berleburg |                                                 |  |  |       |  |  |                                                |  |  |                                |  |
|                                                | Ludovico Francesco di Sayn-Wittgenstein-Berleburg | Amélie Marguerite de la Place                   |                                                 |  |  |       |  |  |                                                |  |  |                                |  |
| Carlo Guglielmo di Sayn-Wittgenstein-Berleburg | Ludovico Francesco di Sayn-Wittgenstein-Berleburg |                                                 |                                                 |  |  |       |  |  |                                                |  |  |                                |  |
|                                                |                                                   | Edvige di Lippe-Brake                           | Casimiro di Lippe-Brake                         |  |  |       |  |  |                                                |  |  |                                |  |
|                                                |                                                   | Edvige di Lippe-Brake                           | Casimiro di Lippe-Brake                         |  |  |       |  |  |                                                |  |  |                                |  |
|                                                |                                                   | Edvige di Lippe-Brake                           | Anna Amalia di Sayn-Wittgenstein                |  |  |       |  |  |                                                |  |  |                                |  |
| Sofia Ferdinanda di Sayn-Wittgenstein          |                                                   | Edvige di Lippe-Brake                           |                                                 |  |  |       |  |  |                                                |  |  |                                |  |
|                                                |                                                   | Wenzel Ludwig Henckel von Donnersmarck          | Elias Andreas Henckel von Donnersmarck          |  |  |       |  |  |                                                |  |  |                                |  |
|                                                |                                                   | Wenzel Ludwig Henckel von Donnersmarck          | Elias Andreas Henckel von Donnersmarck          |  |  |       |  |  |                                                |  |  |                                |  |
|                                                |                                                   | Wenzel Ludwig Henckel von Donnersmarck          | Barbara Helene von Maltzahn                     |  |  |       |  |  |                                                |  |  |                                |  |
| Charlotte Henckel von Donnersmarck             |                                                   | Wenzel Ludwig Henckel von Donnersmarck          |                                                 |  |  |       |  |  |                                                |  |  |                                |  |
|                                                |                                                   | Edvige Carlotta di Solms-Baruth                 | Federico Sigismondo I di Solms-Baruth           |  |  |       |  |  |                                                |  |  |                                |  |
|                                                |                                                   | Edvige Carlotta di Solms-Baruth                 | Federico Sigismondo I di Solms-Baruth           |  |  |       |  |  |                                                |  |  |                                |  |
|                                                |                                                   | Edvige Carlotta di Solms-Baruth                 | Ernestina di Schönburg-Hartenstein              |  |  |       |  |  |                                                |  |  |                                |  |
|                                                |                                                   | Edvige Carlotta di Solms-Baruth                 |                                                 |  |  |       |  |  |                                                |  |  |                                |  |